# 施禮華
聖施禮華（西班牙文：St Josemaría Escrivá de Balaguer；1902年1月9日—1975年6月26日），天主教神父，主業團創辦人，於2002年10月6日被教宗若望保祿二世冊封為聖人。
施禮華強調人人都有成聖的召喚。他相信天主給予工作一份神聖的意義、價值和尊嚴，不同職業和身份的人都可以透過聖化日常生活中的工作，聖化自己和他人，度一個圓滿的基督徒生活。他著有多本神修書籍，其中最著名《道路》已被翻譯成37種語言，銷售量近350萬本。

## 生平

施禮華牧徽

### 早期生活
若瑟瑪利亞．施禮華於1902年1月9日生於西班牙的巴巴斯托（Barbastro）。他有兄弟姊妹五人：卡門(1899-1957)，聖弟雅各(1919-1994)，和其他小時即去世的三個妹妹。他的父親若瑟（José Escrivá）及母親桃樂絲（Dolores Albas y Blanc）給予子女良好的基督徒教育。
他在1904年得了嚴重的疾病，當時連醫生都幾乎放棄，父母便祈求聖母顯奇蹟幫助，並允諾在兒子康復後，帶他去鄰近的Torreciudad聖母聖殿朝聖感恩。施禮華後來不藥而癒。他在1912年初領聖體。
1915年，施禮華父親的紡織生意失敗，被迫遷往羅哥紐城（Logroño），他在那裏找到了一份工作。在羅哥紐，他看到一位赤足加尔默罗会修士在雪地裡留下的赤腳足跡；他第一次感受到天主的召叫，似乎要他做些事情，但他不清楚究竟是什麼。他心想，如果自己當了神父，或更易發現自己該做什麼。於是，他先在羅哥紐,後來在萨拉戈萨的修院就讀，準備做神父。
1923年，他在薩拉哥沙大學修讀民法，並繼續神學課程。他在1924年晉升執事。1925年3月38日，他被祝聖為司鐸，起初在鄉間開始他的司鐸生涯，後來被調往薩拉哥沙。
1927年，施禮華神父得到主教的同意，遷往馬德里居住，準備考法學博士。

### 創辦主業團

主業團的會章「擁抱世界的十字架」

1928年10月2日，當他在做退省時，看清楚了天主要他做的事──創立主業團。從那時起，他開始積極地開拓主業團；同時，他繼續執行他的司鐸職務，特別為窮人與病人服務。
在西班牙內戰爆發之際，由於馬德里市內的教難，反聖職主義與其伴隨而來的反教權暴力漸趨嚴重，迫使他逃亡各地，但他依舊暗地裡進行司鐸職務，直到他離開馬德里為止。後來，他千辛萬苦地越過比利牛斯山脈，折返西班牙的布苟斯市居留。1939年，西班牙內戰結束，他回到馬德里，獲得法學博士學位，並出版《道路》一書。以後數年，他為無數教友，司鐸及修會帶領退省。1943年，他創立聖十字架司鐸會，允許主業團內的成員晉鐸。
1946年，施禮華在羅馬定居。1950年教宗庇護十二世正式批准主業團成立，並將施禮華委任為「宗座名譽教長」，從此他可被稱為「蒙席」（Monsignor）。他在1955年自羅馬拉特朗大學獲得神學博士學位，隨後更被教廷提名為兩個聖部的諮議、宗座神學學府的榮譽成員。這期間，他從羅馬到歐洲及世界各地考察，1970年去了墨西哥，為鼓勵主業團在該國的成長，1974到1975年間去了中南美洲，為上百上千的人講解教理。

### 逝世及封聖
1975年6月26日，施禮華神父在羅馬逝世，安葬於主業團總部和平之后監督座堂（Prelatic Church of Our Lady of Peace）。當時主業團已在31國家建立，由超過6萬成員，包括超過1千位神父。歐華路主教被選為其繼承人。全球約三分之一的主教要求教廷將他冊封為真福及聖人，列品案件於1981年開始。
1992年5月17日，教宗若望保祿二世在聖伯多祿廣場30萬人前，冊列施禮華為真福品。教宗在講道中指出：「真福施禮華以超然的直覺，不遺餘力地宣講成聖及福傳的普世召喚。」
2002年10月6日，教宗若望保祿二世在聖伯多祿廣場宣布施禮華為聖人，約有35萬朝聖者參與慶典。教宗說：「聖施禮華從未間斷地邀請他的神子神女呼求聖神，使他們那些由日常細小的事物所組成的內在生活，也就是與天主來往的生活，家庭生活，職業和社會生活，不至於成為瑣碎的片段，而是聖善與充滿天主的唯一完整的生命，就如聖人所說的，我們在最可見的物質生活中看到不可見的天主」。

## 著作
- 《道路》（The Way）
- 《犁痕》（Furrow）
- 《鍊爐》（The Forge）
- 《基督剛經過》（Christ Is Passing by）
- 《天主之友》（Friends of God）
- 《熱愛教會》（In Love with the Church）
- 《十字苦路》（Way of the Cross）

## 外部連結
- 主業團 （页面存档备份，存于）
- 聖施禮華求職九日敬禮[]
- http://www.escrivaworks.org/ （页面存档备份，存于）